# Lijst van afleveringen van It's Always Sunny in Philadelphia
Dit is een lijst van afleveringen van de Amerikaanse komische serie It's Always Sunny in Philadelphia. De serie begon op 4 augustus 2005 en telt sinds 2023 zestien seizoenen, waardoor het de langstlopende komische live-actionserie uit de Amerikaanse tv-geschiedenis is.

## Overzicht
| Seizoen | Seizoen | Aantal afleveringen | Begindatum        | Einddatum         | Netwerk |
| ------- | ------- | ------------------- | ----------------- | ----------------- | ------- |
| 0       | 1       | 7                   | 4 augustus 2005   | 15 september 2005 | FX      |
|         | 2       | 10                  | 29 juni 2006      | 17 augustus 2006  | FX      |
|         | 3       | 15                  | 13 september 2007 | 15 november 2007  | FX      |
|         | 4       | 13                  | 18 september 2008 | 20 november 2008  | FX      |
|         | 5       | 12                  | 17 september 2009 | 10 december 2009  | FX      |
|         | 6       | 14                  | 16 september 2010 | 16 december 2010  | FX      |
|         | 7       | 13                  | 15 september 2011 | 15 december 2011  | FX      |
|         | 8       | 10                  | 11 oktober 2012   | 20 december 2012  | FX      |
|         | 9       | 10                  | 4 september 2013  | 6 november 2013   | FXX     |
|         | 10      | 10                  | 14 januari 2015   | 18 maart 2015     | FXX     |
|         | 11      | 10                  | 6 januari 2016    | 9 maart 2016      | FXX     |
|         | 12      | 10                  | 4 januari 2017    | 8 maart 2017      | FXX     |
|         | 13      | 10                  | 5 september 2018  | 7 november 2018   | FXX     |
|         | 14      | 10                  | 25 september 2019 | 20 november 2019  | FXX     |
|         | 15      | 8                   | 1 december 2021   | 22 december 2021  | FXX     |
|         | 16      | 8                   | 7 juni 2023       | 19 juli 2023      | FXX     |
|         | 17      | 8                   | 9 juni 2025       |                   | FXX     |

## Afleveringen

### Seizoen 1 (2005)
| Nr. in serie | Nr. in seizoen | Titel                                   | Regie            | Scenario                                    | Uitzenddatum      |
| 1            | 1              | "The Gang Gets Racist"                  | John Fortenberry | Charlie Day, Rob McElhenney                 | 4 augustus 2005   |
| 2            | 2              | "Charlie Wants an Abortion"             | John Fortenberry | Charlie Day, Rob McElhenney                 | 11 augustus 2005  |
| 3            | 3              | "Underage Drinking: A National Concern" | Dan Attias       | Charlie Day, Rob McElhenney                 | 18 augustus 2005  |
| 4            | 4              | "Charlie Has Cancer"                    | Rob McElhenney   | Rob McElhenney                              | 25 augustus 2005  |
| 5            | 5              | "Gun Fever"                             | Dan Attias       | Glenn Howerton, Rob McElhenney              | 1 september 2005  |
| 6            | 6              | "The Gang Finds a Dead Guy"             | Dan Attias       | Glenn Howerton, Charlie Day, Rob McElhenney | 8 september 2005  |
| 7            | 7              | "Charlie Got Molested"                  | John Fortenberry | Charlie Day, Rob McElhenney                 | 15 september 2005 |

### Seizoen 2 (2006)
| Nr. in serie | Nr. in seizoen | Titel                                           | Regie          | Scenario                                    | Uitzenddatum     |
| 8            | 1              | "Charlie Gets Crippled"                         | Rob McElhenney | Charlie Day, Glenn Howerton, Rob McElhenney | 29 juni 2006     |
| 9            | 2              | "The Gang Goes Jihad"                           | Dan Attias     | Glenn Howerton, Charlie Day, Rob McElhenney | 29 juni 2006     |
| 10           | 3              | "Dennis and Dee Go on Welfare"                  | Dan Attias     | Glenn Howerton, Charlie Day, Rob McElhenney | 6 juli 2006      |
| 11           | 4              | "Mac Bangs Dennis' Mom"                         | Dan Attias     | Glenn Howerton, Charlie Day                 | 6 juli 2006      |
| 12           | 5              | "Hundred Dollar Baby"                           | Dan Attias     | Glenn Howerton, Charlie Day, Rob McElhenney | 13 juli 2006     |
| 13           | 6              | "The Gang Gives Back"                           | Dan Attias     | Charlie Day                                 | 20 juli 2006     |
| 14           | 7              | "The Gang Exploits a Miracle"                   | Dan Attias     | Charlie Day, Eric Falconer, Chris Romano    | 27 juli 2006     |
| 15           | 8              | "The Gang Runs for Office"                      | Dan Attias     | David Hornsby                               | 3 augustus 2006  |
| 16           | 9              | "Charlie Goes America All Over Everybody's Ass" | Dan Attias     | Charlie Day, Rob McElhenney                 | 10 augustus 2006 |
| 17           | 10             | "Dennis and Dee Get a New Dad"                  | Dan Attias     | Charlie Day, Rob McElhenney                 | 17 augustus 2006 |

### Seizoen 3 (2007)
| Nr. in serie | Nr. in seizoen | Titel                                         | Regie        | Scenario                                   | Uitzenddatum      |
| 18           | 1              | "The Gang Finds a Dumpster Baby"              | Jerry Levine | Charlie Day, Rob McElhenney                | 13 september 2007 |
| 19           | 2              | "The Gang Gets Invincible"                    | Fred Savage  | Glenn Howerton, Charlie Day, David Hornsby | 13 september 2007 |
| 20           | 3              | "Dennis and Dee's Mom Is Dead"                | Matt Shakman | Rob McElhenney, David Hornsby              | 20 september 2007 |
| 21           | 4              | "The Gang Gets Held Hostage"                  | Fred Savage  | Lisa Parsons, Rob McElhenney               | 20 september 2007 |
| 22           | 5              | "The Aluminum Monster vs. Fatty Magoo"        | Fred Savage  | Glenn Howerton, Charlie Day                | 27 september 2007 |
| 23           | 6              | "The Gang Solves the North Korea Situation"   | Fred Savage  | Charlie Day, Scott Marder, Rob Rosell      | 27 september 2007 |
| 24           | 7              | "The Gang Sells Out"                          | Matt Shakman | Charlie Day, David Hornsby                 | 4 oktober 2007    |
| 25           | 8              | "Frank Sets Sweet Dee on Fire"                | Fred Savage  | Rob McElhenney, Scott Marder, Rob Rosell   | 4 oktober 2007    |
| 26           | 9              | "Sweet Dee's Dating a Retarded Person"        | Jerry Levine | Glenn Howerton, Scott Marder, Rob Rosell   | 11 oktober 2007   |
| 27           | 10             | "Mac is a Serial Killer"                      | Jerry Levine | Charlie Day, David Hornsby                 | 18 oktober 2007   |
| 28           | 11             | "Dennis Looks Like a Registered Sex Offender" | Jerry Levine | Rob McElhenney                             | 25 oktober 2007   |
| 29           | 12             | "The Gang Gets Whacked (Part 1)"              | Matt Shakman | Glenn Howerton, Scott Marder, Rob Rosell   | 1 november 2007   |
| 30           | 13             | "The Gang Gets Whacked (Part 2)"              | Matt Shakman | Scott Marder, Rob Rosell                   | 1 november 2007   |
| 31           | 14             | "Bums: Making a Mess All Over the City"       | Jerry Levine | Charlie Day, David Hornsby                 | 8 november 2007   |
| 32           | 15             | "The Gang Dances Their Asses Off"             | Matt Shakman | David Hornsby, Scott Marder, Rob Rosell    | 15 november 2007  |

### Seizoen 4 (2008)
| Nr. in serie | Nr. in seizoen | Titel                                                | Regie                     | Scenario                                      | Uitzenddatum      |
| 33           | 1              | "Mac and Dennis: Manhunters"                         | Fred Savage               | Charlie Day, Jordan Young, Elijah Aron        | 18 september 2008 |
| 34           | 2              | "The Gang Solves the Gas Crisis"                     | Matt Shakman              | Charlie Day, Sonny Lee, Patrick Walsh         | 18 september 2008 |
| 35           | 3              | "America's Next Top Paddy's Billboard Model Contest" | Fred Savage               | Rob McElhenney, Charlie Day, Adam Stein       | 25 september 2008 |
| 36           | 4              | "Mac's Banging the Waitress"                         | Fred Savage               | David Hornsby                                 | 25 september 2008 |
| 37           | 5              | "Mac and Charlie Die (Part 1)"                       | Fred Savage, Matt Shakman | Charlie Day, Glenn Howerton, Rob McElhenney   | 2 oktober 2008    |
| 38           | 6              | "Mac and Charlie Die (Part 2)"                       | Fred Savage               | Charlie Day, Glenn Howerton, Rob McElhenney   | 2 oktober 2008    |
| 39           | 7              | "Who Pooped the Bed?"                                | Fred Savage               | Rob McElhenney, Scott Marder, Rob Rosell      | 9 oktober 2008    |
| 40           | 8              | "Paddy's Pub: The Worst Bar in Philadelphia"         | Matt Shakman              | David Hornsby, Scott Marder, Rob Rosell       | 16 oktober 2008   |
| 41           | 9              | "Dennis Reynolds: An Erotic Life"                    | Fred Savage               | Glenn Howerton, Scott Marder, Rob Rosell      | 23 oktober 2008   |
| 42           | 10             | "Sweet Dee Has a Heart Attack"                       | Matt Shakman              | Scott Marder, Rob Rosell                      | 30 oktober 2008   |
| 43           | 11             | "The Gang Cracks the Liberty Bell"                   | Matt Shakman              | Rob McElhenney, Glenn Howerton, David Hornsby | 6 november 2008   |
| 44           | 12             | "The Gang Gets Extreme: Home Makeover Edition"       | Fred Savage               | Charlie Day, Glenn Howerton, David Hornsby    | 13 november 2008  |
| 45           | 13             | "The Nightman Cometh"                                | Matt Shakman              | Charlie Day, Glenn Howerton, Rob McElhenney   | 20 november 2008  |

### Seizoen 5 (2009)
| Nr. in serie | Nr. in seizoen | Titel                                              | Regie           | Scenario                                | Uitzenddatum      |
| 46           | 1              | "The Gang Exploits the Mortgage Crisis"            | Randall Einhorn | Becky Mann, Audra Sielaff               | 17 september 2009 |
| 47           | 2              | "The Gang Hits the Road"                           | Fred Savage     | Charlie Day, Glenn Howerton             | 24 september 2009 |
| 48           | 3              | "The Great Recession"                              | Fred Savage     | David Hornsby                           | 1 oktober 2009    |
| 49           | 4              | "The Gang Gives Frank an Intervention"             | Fred Savage     | Scott Marder, Rob Rosell                | 8 oktober 2009    |
| 50           | 5              | "The Waitress Is Getting Married"                  | Fred Savage     | Charlie Day, Glenn Howerton             | 15 oktober 2009   |
| 51           | 6              | "The World Series Defense"                         | Randall Einhorn | David Hornsby                           | 22 oktober 2009   |
| 52           | 7              | "The Gang Wrestles for the Troops"                 | Randall Einhorn | Scott Marder, Rob Rosell                | 29 oktober 2009   |
| 53           | 8              | "Paddy's Pub: Home of the Original Kitten Mittens" | Randall Einhorn | Sonny Lee, Patrick Walsh                | 5 november 2009   |
| 54           | 9              | "Mac and Dennis Break Up"                          | Fred Savage     | Scott Marder, Rob Rosell                | 12 november 2009  |
| 55           | 10             | "The D.E.N.N.I.S. System"                          | Randall Einhorn | David Hornsby, Scott Marder, Rob Rosell | 19 november 2009  |
| 56           | 11             | "Mac and Charlie Write a Movie"                    | Randall Einhorn | Glenn Howerton, Rob McElhenney          | 3 december 2009   |
| 57           | 12             | "The Gang Reignites the Rivalry"                   | Randall Einhorn | Dave Chernin, Charlie Day               | 10 december 2009  |

### Seizoen 6 (2010)
| Nr. in serie | Nr. in seizoen | Titel                                   | Regie           | Scenario                                 | Uitzenddatum      |
| 58           | 1              | "Mac Fights Gay Marriage"               | Randall Einhorn | Becky Mann, Audra Sielaff                | 16 september 2010 |
| 59           | 2              | "Dennis Gets Divorced"                  | Randall Einhorn | Dave Chernin, John Chernin               | 23 september 2010 |
| 60           | 3              | "The Gang Buys a Boat"                  | Randall Einhorn | Charlie Day, Rob McElhenney              | 30 september 2010 |
| 61           | 4              | "Mac's Big Break"                       | Randall Einhorn | Rob Rosell                               | 7 oktober 2010    |
| 62           | 5              | "Mac and Charlie: White Trash"          | Randall Einhorn | Luvh Rakhe                               | 14 oktober 2010   |
| 63           | 6              | "Mac's Mom Burns Her House Down"        | Matt Shakman    | Scott Marder, Rob Rosell                 | 21 oktober 2010   |
| 64           | 7              | "Who Got Dee Pregnant?"                 | Randall Einhorn | Charlie Day, Rob McElhenney              | 28 oktober 2010   |
| 65           | 8              | "The Gang Gets a New Member"            | Matt Shakman    | David Hornsby                            | 4 november 2010   |
| 66           | 9              | "Dee Reynolds: Shaping America's Youth" | Matt Shakman    | David Hornsby                            | 11 november 2010  |
| 67           | 10             | "Charlie Kelly: King of the Rats"       | Matt Shakman    | Scott Marder, Rob Rosell                 | 18 november 2010  |
| 68           | 11             | "The Gang Gets Stranded in the Woods"   | Matt Shakman    | Scott Marder, Rob Rosell, Luvh Rakhe     | 2 december 2010   |
| 69           | 12             | "Dee Gives Birth"                       | Matt Shakman    | David Hornsby, Becky Mann, Audra Sielaff | 9 december 2010   |
| 70           | 13             | "A Very Sunny Christmas"                | Fred Savage     | Charlie Day, Rob McElhenney              | 16 december 2010  |
| 71           | 14             | "A Very Sunny Christmas"                | Fred Savage     | Charlie Day, Rob McElhenney              | 16 december 2010  |

### Seizoen 7 (2011)
| Nr. in serie | Nr. in seizoen | Titel                                                | Regie                         | Scenario                             | Uitzenddatum      |
| 72           | 1              | "Frank's Pretty Woman"                               | Matt Shakman                  | Becky Mann, Audra Sielaff            | 15 september 2011 |
| 73           | 2              | "The Gang Goes to the Jersey Shore"                  | Matt Shakman                  | Dave Chernin, John Chernin           | 22 september 2011 |
| 74           | 3              | "Frank Reynolds’ Little Beauties"                    | Matt Shakman                  | Charlie Day, Rob McElhenney          | 29 september 2011 |
| 75           | 4              | "Sweet Dee Gets Audited"                             | Matt Shakman                  | Rob Rosell                           | 6 oktober 2011    |
| 76           | 5              | "Frank's Brother"                                    | Matt Shakman                  | Luvh Rakhe                           | 13 oktober 2011   |
| 77           | 6              | "The Storm of the Century"                           | Matt Shakman                  | Scott Marder, Rob Rosell             | 20 oktober 2011   |
| 78           | 7              | "Chardee MacDennis: The Game of Games"               | Matt Shakman                  | Charlie Day, Rob McElhenney          | 27 oktober 2011   |
| 79           | 8              | "The ANTI-Social Network"                            | Matt Shakman                  | David Hornsby                        | 3 november 2011   |
| 80           | 9              | "The Gang Gets Trapped"                              | Matt Shakman                  | David Hornsby                        | 10 november 2011  |
| 81           | 10             | "How Mac Got Fat"                                    | Randall Einhorn, Matt Shakman | Scott Marder, Rob Rosell             | 17 november 2011  |
| 82           | 11             | "Thunder Gun Express"                                | Matt Shakman                  | Scott Marder, Rob Rosell, Luvh Rakhe | 1 december 2011   |
| 83           | 12             | "The High School Reunion"                            | Matt Shakman                  | Glenn Howerton, Rob McElhenney       | 8 december 2011   |
| 84           | 13             | "The High School Reunion Part 2: The Gang's Revenge" | Matt Shakman                  | Glenn Howerton, Rob McElhenney       | 15 december 2011  |

### Seizoen 8 (2012)
| Nr. in serie | Nr. in seizoen | Titel                                       | Regie         | Scenario                                    | Uitzenddatum     |
| 85           | 1              | "Pop-Pop: The Final Solution"               | Matt Shakman  | Charlie Day, Glenn Howerton, Rob McElhenney | 11 oktober 2012  |
| 86           | 2              | "The Gang Recycles Their Trash"             | Matt Shakman  | Charlie Day, Glenn Howerton, Rob McElhenney | 18 oktober 2012  |
| 87           | 3              | "The Maureen Ponderosa Wedding Massacre"    | Richie Keen   | Charlie Day, Glenn Howerton, Rob McElhenney | 25 oktober 2012  |
| 88           | 4              | "Charlie and Dee Find Love"                 | Richie Keen   | Charlie Day, Glenn Howerton, Rob McElhenney | 1 november 2012  |
| 89           | 5              | "The Gang Gets Analyzed"                    | Todd Biermann | Luvh Rakhe                                  | 8 november 2012  |
| 90           | 6              | "Charlie's Mom Has Cancer"                  | Richie Keen   | Scott Marder, Rob Rosell                    | 15 november 2012 |
| 91           | 7              | "Frank's Back in Business"                  | Richie Keen   | Dave Chernin, John Chernin                  | 29 november 2012 |
| 92           | 8              | "Charlie Rules the World"                   | Matt Shakman  | David Hornsby                               | 6 december 2012  |
| 93           | 9              | "The Gang Dines Out"                        | Matt Shakman  | Mehar Sethi                                 | 13 december 2012 |
| 94           | 10             | "Reynolds vs. Reynolds: The Cereal Defense" | Richie Keen   | Charlie Day, Glenn Howerton, Rob McElhenney | 20 december 2012 |

### Seizoen 9 (2013)
| Nr. in serie | Nr. in seizoen | Titel                                        | Regie         | Scenario                                    | Uitzenddatum      |
| 95           | 1              | "The Gang Broke Dee"                         | Richie Keen   | Charlie Day, Glenn Howerton, Rob McElhenney | 4 september 2013  |
| 96           | 2              | "Gun Fever Too: Still Hot"                   | Todd Biermann | Charlie Day, Glenn Howerton, Rob McElhenney | 11 september 2013 |
| 97           | 3              | "The Gang Tries Desperately to Win an Award" | Richie Keen   | David Hornsby                               | 18 september 2013 |
| 98           | 4              | "Mac and Dennis Buy a Timeshare"             | Dan Attias    | Dave Chernin, John Chernin                  | 25 september 2013 |
| 99           | 5              | "Mac Day"                                    | Richie Keen   | Charlie Day, Glenn Howerton, Rob McElhenney | 2 oktober 2013    |
| 100          | 6              | "The Gang Saves the Day"                     | Dan Attias    | Dave Chernin, John Chernin                  | 9 oktober 2013    |
| 101          | 7              | "The Gang Gets Quarantined"                  | Heath Cullens | David Hornsby                               | 16 oktober 2013   |
| 102          | 8              | "Flowers for Charlie"                        | Dan Attias    | David Benioff, D.B. Weiss                   | 23 oktober 2013   |
| 103          | 9              | "The Gang Makes Lethal Weapon 6"             | Dan Attias    | Scott Marder                                | 30 oktober 2013   |
| 104          | 10             | "The Gang Squashes Their Beefs"              | Todd Biermann | Rob Rosell                                  | 6 november 2013   |

### Seizoen 10 (2015)
| Nr. in serie | Nr. in seizoen | Titel                                             | Regie         | Scenario                                    | Uitzenddatum     |
| 105          | 1              | "The Gang Beats Boggs"                            | Todd Biermann | Dave Chernin, John Chernin                  | 14 januari 2015  |
| 106          | 2              | "The Gang Group Dates"                            | Richie Keen   | Rob Rosell                                  | 21 januari 2015  |
| 107          | 3              | "Psycho Pete Returns"                             | Todd Biermann | Charlie Day, Glenn Howerton, Rob McElhenney | 28 januari 2015  |
| 108          | 4              | "Charlie Work"                                    | Matt Shakman  | Charlie Day, Glenn Howerton, Rob McElhenney | 4 februari 2015  |
| 109          | 5              | "The Gang Spies Like U.S."                        | Matt Shakman  | David Hornsby                               | 11 februari 2015 |
| 110          | 6              | "The Gang Misses the Boat"                        | Richie Keen   | Charlie Day, Glenn Howerton, Rob McElhenney | 18 februari 2015 |
| 111          | 7              | "Mac Kills His Dad"                               | Heath Cullens | Dave Chernin, John Chernin, David Hornsby   | 25 februari 2015 |
| 112          | 8              | "The Gang Goes on Family Fight"                   | Matt Shakman  | Charlie Day, Glenn Howerton, Rob McElhenney | 4 maart 2015     |
| 113          | 9              | "Frank Retires"                                   | Richie Keen   | Charlie Day, Glenn Howerton, Rob McElhenney | 11 maart 2015    |
| 114          | 10             | "Ass Kickers United: Mac and Charlie Join a Cult" | Heath Cullens | Scott Marder                                | 18 maart 2015    |

### Seizoen 11 (2016)
| Nr. in serie | Nr. in seizoen | Titel                                             | Regie         | Scenario                      | Uitzenddatum     |
| 115          | 1              | "Chardee MacDennis 2: Electric Boogaloo"          | Heath Cullens | Rob McElhenney, Charlie Day   | 6 januari 2016   |
| 116          | 2              | "Frank Falls Out the Window"                      | Heath Cullens | David Hornsby                 | 13 januari 2016  |
| 117          | 3              | "The Gang Hits the Slopes"                        | Heath Cullens | Dave Chernin, John Chernin    | 20 januari 2016  |
| 118          | 4              | "Dee Made a Smut Film"                            | Todd Biermann | Eric Ledgin                   | 27 januari 2016  |
| 119          | 5              | "Mac & Dennis Move to the Suburbs"                | Todd Biermann | Hunter Covington              | 3 februari 2016  |
| 120          | 6              | "Being Frank"                                     | Heath Cullens | Scott Marder                  | 10 februari 2016 |
| 121          | 7              | "McPoyle vs. Ponderosa: The Trial of the Century" | Todd Biermann | Conor Galvin                  | 17 februari 2016 |
| 122          | 8              | "Charlie Catches a Leprechaun"                    | Heath Cullens | Jon Silberman, Josh Silberman | 24 februari 2016 |
| 123          | 9              | "The Gang Goes to Hell"                           | Todd Biermann | David Hornsby, Scott Marder   | 2 maart 2016     |
| 124          | 10             | "The Gang Goes to Hell: Part Two"                 | Todd Biermann | David Hornsby, Scott Marder   | 9 maart 2016     |

### Seizoen 12 (2017)
| Nr. in serie | Nr. in seizoen | Titel                                     | Regie           | Scenario                                    | Uitzenddatum     |
| 125          | 1              | "The Gang Turns Black"                    | Matt Shakman    | Charlie Day, Glenn Howerton, Rob McElhenney | 4 januari 2017   |
| 126          | 2              | "The Gang Goes to a Water Park"           | Matt Shakman    | Eric Ledgin                                 | 11 januari 2017  |
| 127          | 3              | "Old Lady House: A Situation Comedy"      | Maurice Marable | Dannah Phirman, Danielle Schneider          | 18 januari 2017  |
| 128          | 4              | "Wolf Cola: A Public Relations Nightmare" | Matt Shakman    | David Hornsby, Scott Marder                 | 25 januari 2017  |
| 129          | 5              | "Making Dennis Reynolds a Murderer"       | Maurice Marable | Conor Galvin                                | 1 februari 2017  |
| 130          | 6              | "Hero or Hate Crime?"                     | Jamie Babbit    | Charlie Day, Glenn Howerton, Rob McElhenney | 8 februari 2017  |
| 131          | 7              | "PTSDee"                                  | Jamie Babbit    | Charlie Day, Glenn Howerton, Rob McElhenney | 15 februari 2017 |
| 132          | 8              | "The Gang Tends Bar"                      | Matt Shakman    | Megan Ganz                                  | 22 februari 2017 |
| 133          | 9              | "A Cricket's Tale"                        | Jamie Babbit    | David Hornsby, Scott Marder                 | 1 maart 2017     |
| 134          | 10             | "Dennis' Double Life"                     | Matt Shakman    | Charlie Day, Glenn Howerton, Rob McElhenney | 8 maart 2017     |

### Seizoen 13 (2018)
| Nr. in serie | Nr. in seizoen | Titel                                  | Regie             | Scenario                           | Uitzenddatum      |
| 135          | 1              | "The Gang Makes Paddy's Great Again"   | Todd Biermann     | David Hornsby                      | 5 september 2018  |
| 136          | 2              | "The Gang Escapes"                     | Lauren Palmigiano | Megan Ganz                         | 12 september 2018 |
| 137          | 3              | "The Gang Beats Boggs: Ladies Reboot"  | Kat Coiro         | Dannah Phirman, Danielle Schneider | 19 september 2018 |
| 138          | 4              | "Time's Up For The Gang"               | Kat Coiro         | Megan Ganz                         | 26 september 2018 |
| 139          | 5              | "The Gang Gets New Wheels"             | Todd Biermann     | Conor Galvin                       | 3 oktober 2018    |
| 140          | 6              | "The Gang Solves the Bathroom Problem" | Josh Drisko       | Erin Ryan                          | 10 oktober 2018   |
| 141          | 7              | "The Gang Does a Clip Show"            | Todd Biermann     | Dannah Phirman, Danielle Schneider | 17 oktober 2018   |
| 142          | 8              | "Charlie's Home Alone"                 | Kat Coiro         | Adam Weinstock, Andy Jones         | 24 oktober 2018   |
| 143          | 9              | "The Gang Wins the Big Game"           | Kat Coiro         | Conor Galvin                       | 31 oktober 2018   |
| 144          | 10             | "Mac Finds His Pride"                  | Todd Biermann     | Rob McElhenney, Charlie Day        | 7 november 2018   |

### Seizoen 14 (2019)
| Nr. in serie | Nr. in seizoen | Titel                            | Regie               | Scenario                           | Uitzenddatum      |
| 145          | 1              | "The Gang Gets Romantic"         | Glenn Howerton      | Rob McElhenney, Charlie Day        | 25 september 2019 |
| 146          | 2              | "Thunder Gun 4: Maximum Cool"    | Heath Cullens       | Conor Galvin                       | 2 oktober 2019    |
| 147          | 3              | "Dee Day"                        | Pete Chatmon        | Megan Ganz                         | 9 oktober 2019    |
| 148          | 4              | "The Gang Chokes"                | Glenn Howerton      | John Howell Harris                 | 16 oktober 2019   |
| 149          | 5              | "The Gang Texts"                 | Tim Roche           | Rob McElhenney, Charlie Day        | 23 oktober 2019   |
| 150          | 6              | "The Janitor Always Mops Twice"  | Heath Cullens       | Megan Ganz                         | 30 oktober 2019   |
| 151          | 7              | "The Gang Solves Global Warming" | Pete Chatmon        | Rob McElhenney, Charlie Day        | 6 november 2019   |
| 152          | 8              | "Paddy's Has a Jumper"           | Kimberly McCullough | Dannah Phirman, Danielle Schneider | 13 november 2019  |
| 153          | 9              | "A Woman's Right to Chop"        | Pete Chatmon        | Dannah Phirman, Danielle Schneider | 20 november 2019  |
| 154          | 10             | "Waiting for Big Mo"             | Pete Chatmon        | David Hornsby                      | 20 november 2019  |